# Emre Aşık
Emre Aşık (Bursa, Turquía, 13 de diciembre de 1973) es un futbolista turco. Juega de defensa y su primer equipo fue el Balıkesirspor.

## Biografía
Aşık empezó su carrera en el Balıkesirspor. En 1993 ficha por el Fenerbahçe, equipo con el que debuta en la Superliga de Turquía y con el que consigue su primer título, una Liga en 1996.
En 1996 se marcha a jugar al İstanbulspor A.Ş. durante 4 temporadas.
En 2000 ficha por el Galatasaray. Con este club se proclama campeón de Copa en 2001 y de Liga en 2002.
En 2003 el Beşiktaş se hace con sus servicios. En este club permanecerá dos temporadas para luego regresar al Galatasaray. En 2006 Emre Aşık vuelve a ganar el título de Liga.
La temporada 07-08 juega como cedido en el Ankaraspor.

### Selección nacional
Ha sido internacional con la Selección de fútbol de Turquía en 27 ocasiones. 
Participó con su selección en la Copa Mundial de Fútbol de Corea del Sur y Japón de 2002.
Fue convocado para participar en la Eurocopa de Austria y Suiza de 2008. En esta competición Turquía realizó un gran papel llegando a semifinales. Emre Aşık disputó cuatro partidos, dos como titular, aunque se perdió el partido de semifinales (Alemania 3 - 2 Turquía) debido a la acumulación de tarjetas amarillas.

## Clubes
| Club                      | País    | Año       |
| ------------------------- | ------- | --------- |
| Balıkesirspor             | Turquía | 1991-1993 |
| Fenerbahçe Spor Kulübü    | Turquía | 1993-1996 |
| İstanbulspor A.Ş.         | Turquía | 1996-2000 |
| Galatasaray Spor Kulübü   | Turquía | 2000-2003 |
| Beşiktaş Jimnastik Kulübü | Turquía | 2003-2005 |
| Galatasaray Spor Kulübü   | Turquía | 2005-2007 |
| Ankaraspor                | Turquía | 2007-2008 |
| Galatasaray Spor Kulübü   | Turquía | 2008-2010 |

## Títulos
- 3 Ligas de Turquía (Fenerbahçe, 1996; Galatasaray, 2002 y 2006
- 1 Copa de Turquía (Galatasaray, 2001)

- Datos: Q463358
- Multimedia: Emre Aşık / Q463358